# Stylops duboisi
Stylops duboisi  (лат.) — вид веерокрылых насекомых рода Stylops из семейства Stylopidae. США.
Паразиты пчёл вида Andrena sp. (Andrenidae). Лапки самцов 4-члениковые, усики 6-члениковые с боковыми отростками. Голова поперечная. Обладают резким половым диморфизмом: самцы крылатые (2 пары узких крыльев: передние маленькие и узкие, задние широкие), самки бескрылые червеобразные эндопаразиты.
Вид был впервые описан в 1937 году американским энтомологом Ричардом Бохартом (Bohart, Richard M.; 1913—2007).
В одной из новых работ по роду Stylops  в ходе анализа ДНК авторами (Straka et al., 2015) рассматривается в качестве предположительного синонима вида ?=Stylops bruneri Pierce, 1909 (в статусе «Supposed new junior subjective synonym», что на 2018 год не подтверждено соответствующими профильными базами данных, например, Eol.org и Strepsiptera database).